# فوتبال در افغانستان
فوتبال و کریکت پرطرفدارترین ورزش‌ها در افغانستان هستند.